# Isaac Despuech
Isaac Despuech dit Lo Sage [de Montpellier] (1583-1642) est un écrivain montpelliérain du XVIIe siècle ; Philippe Gardy souligne que chez ce libre libre penseur de tendance libertine, le choix de l'occitan (langue extérieure au cadre technocratique et idéologique officiel monarchique français) ainsi que la revendication de la folie lui permirent de renforcer sa liberté de ton.

### Éditions
- Despuech "Sage", Isaac, Las Foulies dau Sage de Mounpelie.- Reuistos e augmentados de diuersos piessos de l'autur. Embé son Testamen obro tant desirado. 1650 Disponible en ligne sur le site de Médiathèques de Montpellier Agglomération
- Les Folies du Sieur Le Sage, Montpellier : Coulet, 1874. Sur Gallica : .
- Recueil de poètes gascons : Seconde partie contenant les œuvres du sieur Le Sage de Montpellier et du Sr. Michel de Nimes, Amsterdam, Daniel Pain, 1700 (lire en ligne)

### Critiques
- Falgairole, Prosper, Isaac Despuech, dit Sage, poète languedocien et sa famille. Chastanier, 1925
- Anatole, Christian, Isaac Despuech-Sage, un libertin. 1966.
- Anatole, Christian, Lafont, Robèrt, Nouvelle histoire de la littérature occitane, tome II. Paris : P.U.F., 1970. (371-377)
- Gardy, Philippe, Histoire de la littérature occitane, Tome II, L'âge du baroque - 1520 - 1789 (193 - 212). Montpellier : Presses du Languedoc, 1997. (119-122)